# Cohortonderzoek

De mate van betrouwbaarheid van wetenschappelijk bewijs in de klinische wetenschappen

Bij een cohortonderzoek (Engels: cohort study) worden proefpersonen met een gemeenschappelijk kenmerk over een langere periode herhaaldelijk gemeten. Dit wordt gedaan om langdurige ontwikkelingen in kaart te brengen, zoals verbetering of verslechtering van een ziekte. Het is een vorm van observationeel, longitudinaal onderzoek waarbij geen interventies door de onderzoeker worden uitgevoerd.
Cohortonderzoeken zijn van belang in de epidemiologie, geneeskunde, psychologie, en diverse sociale wetenschappen. Het behulp van een cohortonderzoek kan men correlaties vaststellen en risicofactoren identificeren—bijvoorbeeld welke factoren samenhangen met het ontstaan van hart- en vaatziekten of kanker—en informeert daarmee de ontwikkeling van preventieve gezondheidsstrategieën.
Omdat er bij cohortonderzoeken niet kan worden gecorrigeerd voor de invloed van externe variabelen (confounders), kan geen definitieve uitspraak worden gedaan over causaliteit tussen kenmerk en uitkomst. Dat gezegd hebbende kunnen cohortonderzoeken wel aanwijzingen vormen voor een causaal verband, onder andere omdat het iets kan zeggen over de sterkte en duurzaamheid van een correlatie, en aangeeft dat een factor altijd vóór een uitkomst plaatsvindt (een noodzakelijke voorwaarde van causaliteit). 

## Typen
Een cohort is een groep mensen die een gemeenschappelijke kenmerk hebben binnen een bepaalde periode (bijv. rookgedrag, blootstelling aan een verontreinigende stof, onder behandeling met een medicijn of vaccin). In een cohortonderzoek kunnen verschillende cohorten met elkaar worden vergeleken. Een groep mensen die binnen een bepaalde periode zijn geboren, en dus even oud zijn, vormen een geboortecohort. De vergelijkingsgroep kan de algemene bevolking zijn waaruit het cohort is getrokken, of het kan een andere cohort zijn van personen waarvan wordt gedacht dat ze weinig of niet zijn blootgesteld aan de onderzochte stof, maar die verder vergelijkbaar zijn. Ten slotte kunnen ook subgroepen binnen het cohort met elkaar worden vergeleken.
Cohortstudies kunnen retrospectief van aard zijn (terugkijkend in de tijd, dus gebruikmakend van bestaande gegevens uit medische dossiers of databases) of prospectief zijn (waarbij men zich richt op de toekomst, vereist om nieuwe gegevens te verzamelen). Retrospectieve onderzoeken zijn veel goedkoper en sneller, omdat de data al zijn verzameld en opgeslagen. In retrospectieve cohortstudies kan echter makkelijker selectiebias optreden, omdat de verzamelde informatie beperkt is tot gegevens die al bestaan. Bij selectiebias wordt de selectie van proefpersonen gekleurd door voorkennis, en is dus minder representatief.